# Avenida Nicolás de Piérola (Trujillo)
La avenida Nicolás de Piérola es una de las principales avenidas de la ciudad de Trujillo en el Perú. Se extiende de sureste a noroeste a lo largo de 18 cuadras. Su trazo es continuado al noroeste por la avenida José Gabriel Condorcanqui en el distrito de La Esperanza.

## Recorrido
Se inicia en la intercambio vial de Mansiche, punto de confluencia con las avenidas América Norte y Mansiche.